# 偉大
| ウィキペディアには「偉大」という見出しの百科事典記事はありません（タイトルに「偉大」を含むページの一覧/「偉大」で始まるページの一覧）。 代わりにウィクショナリーのページ「偉大」が役に立つかもしれません。 |